# ثيموراز خورتسيلافا
ثيموراز خورتسيلافا (مواليد 15 سبتمبر 1979) هو ملاكم جورجي، مثّل بلاده في الألعاب الأولمبية الصيفية 2000.

## روابط خارجية
ثيموراز خورتسيلافا على موقع أوليمبيديا (الإنجليزية)